# Distrito de Hamirpur (Uttar Pradesh)
Hamirpur (en hindi; हमीरपुर जिला) es un distrito de India en el estado de Uttar Pradesh. Código ISO: IN.UP.HM.
Comprende una superficie de 4 122 km².
El centro administrativo es la ciudad de Hamirpur.

## Demografía
Según censo 2011 contaba con una población total de 1 104 021 habitantes.